# Schwetzochromis neodon
Espèce
Statut de conservation UICN

 LC  : Préoccupation mineure
Schwetzochromis neodon  est une espèce de poisson appartenant à la famille des Cichlidae. Il peuple la rivière Fwa en République démocratique du Congo.